# Носкова, Яна Сергеевна
Яна Сергеевна Носкова (род. 2 февраля 1994 года, г. Москва) — российская спортсменка, игрок в настольный теннис, член национальной сборной России с 2009 года. Трёхкратный бронзовый призёр чемпионатов Европы в составе команды России (2013, 2015, 2017), серебряный призёр чемпионата Европы в женском парном разряде (2018). Шестикратная чемпионка России — в одиночном (2015), парном (2012, 2022), смешанном (2014) и в командном разряде (2018, 2019). Многократный серебряный и бронзовый призёр чемпионатов России в одиночном, командном и парном разрядах. Шестикратный бронзовый призёр Универсиад в командном, женском парном и смешанном парном разрядах (2013, 2015, 2019). Победитель Лиги Европейских чемпионов (2015) в составе турецкого клуба «Фенербахче». Участница Игр XXX Олимпиады 2012 года в г. Лондоне и Игр XXXII Олимпиады 2020 года в г. Токио. Мастер спорта России международного класса. Выступает за г. Москву.

## Биография
Яна Носкова родилась 2 февраля 1994 года в Москве в спортивной семье. Родители Яны, Сергей Носков и Марина Муравьева, являются мастерами спорта Советского Союза по настольному теннису. Мама Яны, Марина Анатольевна Муравьёва, стала первым тренером своей дочери.
Яна Носкова дебютировала за сборную команду России в 2005 году после победы на первенстве страны среди миникадетов. В детском, юношеском и юниорском возрасте она одержала ряд серьёзных побед на международной арене. В её активе личное золото первенства Европы среди миникадетов (2006), четыре золотые медали юношеского и юниорского первенств Европы (2007,2009 и 2001 гг.), многократно становилась серебряным и бронзовым призёром этих соревнований. Начиная с 2009 года входит в основной состав национальной сборной команды России.
Является самым молодым игроком в истории отечественного настольного тенниса, завоевавшим право участвовать в Олимпийских играх (в 18 лет).
Окончила Нижегородский педагогический университете имени Козьмы Минина и магистратуру Московской государственной академии физической культуры.

## Спортивные достижения

### Чемпионаты Европы
Яна Носкова трижды становилась бронзовым призёром европейских чемпионатов в командном разряде — в 2013, 2015 и 2017 годах. В 2013 году вместе с ней за сборную России выступали Анна Тихомирова, Елена Трошнева, Полина Михайлова и Ольга Баранова. В 2015 году в состав команды входили Анна Тихомирова, Полина Михайлова, Мария Долгих и Юлия Прохорова. В 2017 году в состав команды входили Ольга Воробьева, Екатерина Гусева, Полина Михайлова и Мария Тайлакова.
В 2018 году Яна Носкова завоевала серебряную медаль в парном разряде на Чемпионате Европы 2018 в Аликанте (Испания).

### Чемпионаты России
Яна Носкова является четырёхкратной победительницей личных первенств России. В 2015 году она выиграла чемпионат России в одиночном разряде. Вместе с Оксаной Фадеевой стала чемпионкой России 2012 года в парном разряде. В 2014 году выиграла чемпионат России в смешанном разряде в паре с Григорием Власовым. В 2022 году вместе с Ольгой Воробьевой вновь стала чемпионкой России в парном разряде. Представляет г.  Москву. В 2012/2016 гг. на чемпионатах России выступала за Нижегородскую область.

### Клубная карьера
- ГОУ ДОД СДЮСШОР № 13 (Нижний Новгород)[16][17]
- СШОР по настольному теннису МГФСО Москомспорта (Москва)[18]
- «Фенербахче» (Турция) — в сезонах 2014/15, 2015/16 годов[1][6]
- ФАУ МО РФ ЦСКА — в сезоне 2016/17[19]
- «Bursa Buyuksehir Belediyespor» (Турция) — в сезоне 2017/18[1]
- «Entente Saint Pierraise»(Франция) 2018/2019, 2019/2020
- «Спарта&К» (г. Видное, Россия) 2020/2021
- «УГМК» (г. Верхняя Пышма, Россия) 2021/2022, 2022/2023, 2023/2024, 2024/2025

Победитель Турецкой Суперлиги в составе клуба "Fenerbahce"  (Турция) 2014/2015, 2015/2016.
Победитель Лиги Европейских Чемпионов (2015) в составе клуба «Fenerbahce» (Турция).
Победитель Российской Премьер-лиги сезона 2020/2021 в составе клуба «Спарта&К» (г. Видное) и сезонов 2021/2022, 2022/2023, 2023/2024 в составе клуба «УГМК» (г. Верхняя Пышма).

## Стиль игры
Правша, использует европейскую хватку, играет в атакующем стиле. Использует ракетку с основанием Butterfly Innerforce Off+ и накладками Butterfly Tenergy 05 максимальной толщины.